# Póvoa de Santa Iria

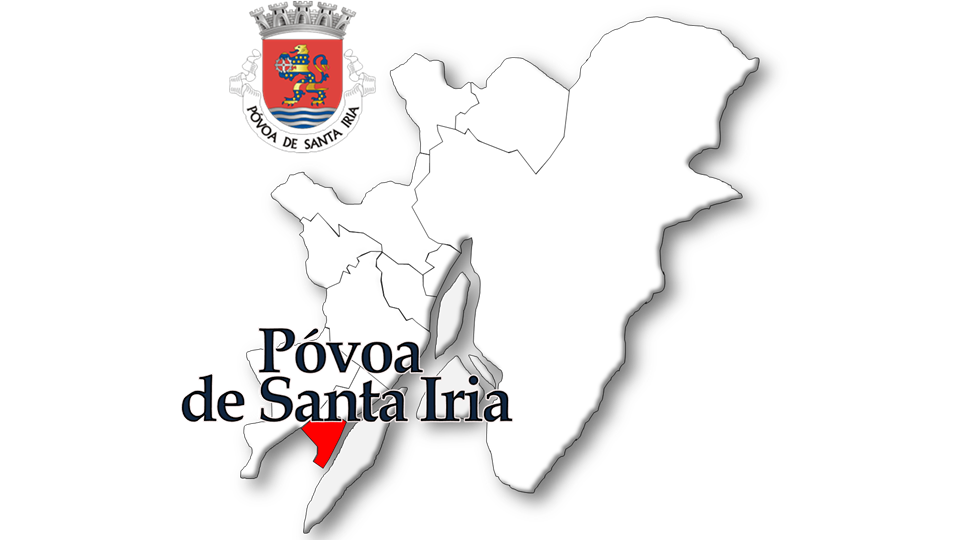
Localização da Freguesia de Póvoa de Santa Iria no município de Vila Franca de Xira

Póvoa de Santa Iria é uma cidade portuguesa do Município de Vila Franca de Xira que foi sede da extinta Freguesia de Póvoa de Santa Iria, freguesia que tinha 9,16 km² de área e 29 348 (2011) habitantes, e, por isso, uma densidade populacional de 4 410,9 hab/km². 
A Freguesia de Póvoa de Santa Iria foi extinta (agregada) em 2013 tendo sido unida à Freguesia de Forte da Casa para formar a União das Freguesias de Póvoa de Santa Iria e Forte da Casa com sede em Póvoa de Santa Iria.
A Freguesia de Póvoa de Santa Iria havia sido criada por desmembramento de território da vizinha freguesia de Santa Iria de Azóia, no concelho (atual município) de Loures, em 13 de Abril de 1916 , tendo permanecido integrada nesse concelho até 8 de Novembro de 1926, altura em que transitou para o concelho (atual município) de Vila Franca de Xira, por decreto do governo da ditadura militar . 
Um surto de desenvolvimento industrial associado a um forte crescimento populacional contribuíram para a sua elevação a vila em 24 de Setembro de 1985, à qual se seguiu, volvidos poucos anos, a atribuição do estatuto de cidade, em 24 de Junho de 1999.
Tem por oragos Santa Iria e Nossa Senhora de Fátima. As grandes festas da cidade ocorrem no primeiro fim-de-semana de Setembro e são em honra de Nossa Senhora da Piedade.

## População
| População da freguesia da Póvoa de Santa Iria | População da freguesia da Póvoa de Santa Iria | População da freguesia da Póvoa de Santa Iria | População da freguesia da Póvoa de Santa Iria | População da freguesia da Póvoa de Santa Iria | População da freguesia da Póvoa de Santa Iria | População da freguesia da Póvoa de Santa Iria | População da freguesia da Póvoa de Santa Iria | População da freguesia da Póvoa de Santa Iria | População da freguesia da Póvoa de Santa Iria | População da freguesia da Póvoa de Santa Iria | População da freguesia da Póvoa de Santa Iria | População da freguesia da Póvoa de Santa Iria | População da freguesia da Póvoa de Santa Iria | População da freguesia da Póvoa de Santa Iria |
| --------------------------------------------- | --------------------------------------------- | --------------------------------------------- | --------------------------------------------- | --------------------------------------------- | --------------------------------------------- | --------------------------------------------- | --------------------------------------------- | --------------------------------------------- | --------------------------------------------- | --------------------------------------------- | --------------------------------------------- | --------------------------------------------- | --------------------------------------------- | --------------------------------------------- |
| 1864                                          | 1878                                          | 1890                                          | 1900                                          | 1911                                          | 1920                                          | 1930                                          | 1940                                          | 1950                                          | 1960                                          | 1970                                          | 1981                                          | 1991                                          | 2001                                          | 2011                                          |
| 1 093                                         | 1 408                                         |                                               |                                               |                                               | 1 079                                         | 1 476                                         | 2 046                                         | 2 815                                         | 3 281                                         | 4 161                                         | 8 115                                         | 14 417                                        | 24 277                                        | 29 348                                        |

Por decreto de 22 de julho de 1886 esta freguesia passou a fazer parte do concelho de Loures., aparecendo nos censos de 1890 a 1911 incluída na freguesia de Santa Iria de Azóia.

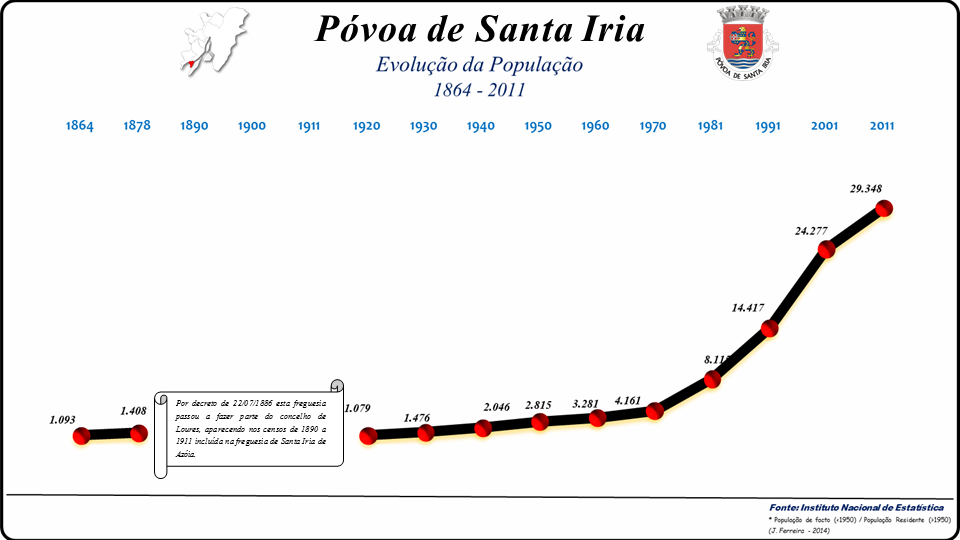
Evolução da População 1864 / 2011

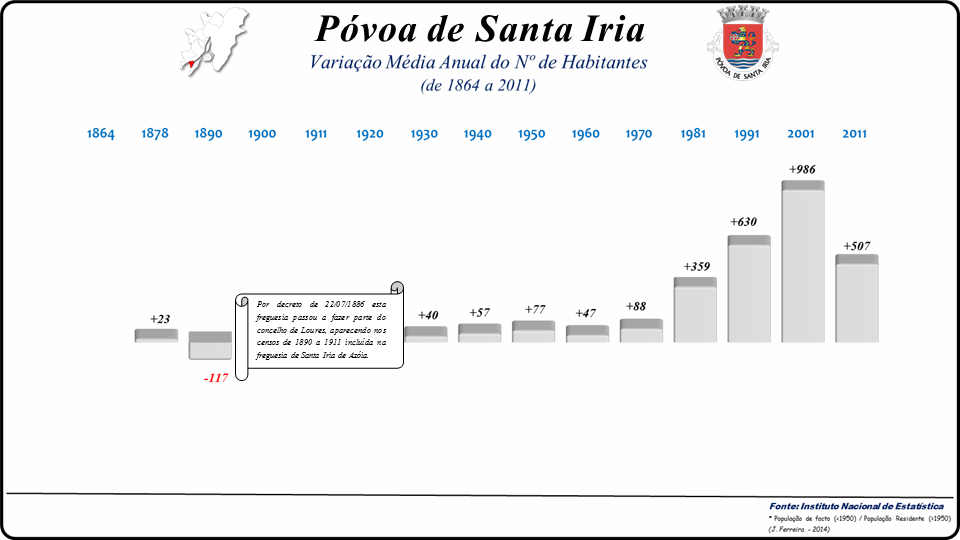
Variação da População 1864 / 2011

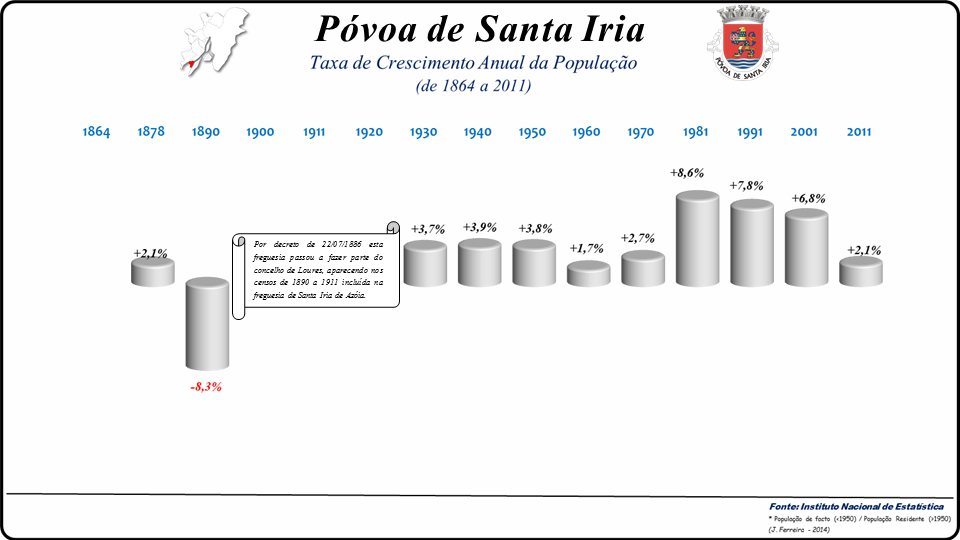
Variação da População 1864 / 2011

; 
;
;

## Geografia e Clima

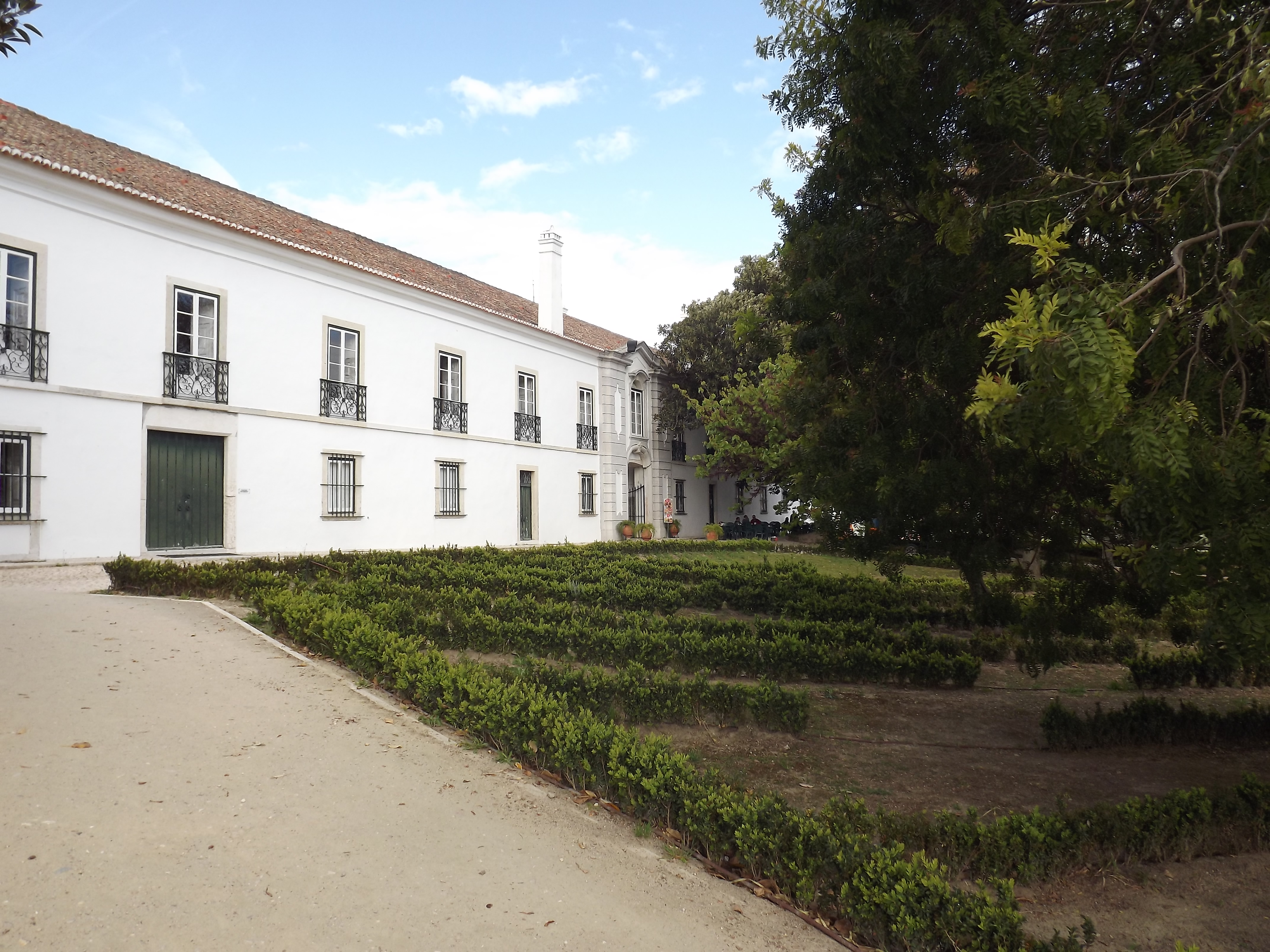
Palácio de Nossa Senhora da Piedade em Póvoa de Santa Iria

A Póvoa de Santa Iria faz fronteira com Santa Iria de Azóia (Loures) a Sul, Vialonga (Vila Franca de Xira) a Oeste, Forte da Casa (Vila Franca de Xira) a Norte e com o Rio Tejo a Este. 
A cidade possui um clima temperado com Invernos chuvosos e suaves e Verões quentes e secos, típico da Região Centro de Portugal.
As principais fases e bairros em que se divide são:
- Quinta da Piedade I Fase
- Quinta da Piedade II Fase (situada entre a I fase e os Caniços)
- Casal da Serra
- Bolonha
- Morgado Santo António de Bolonha I fase
- Morgado Santo António de Bolonha II fase (Tágides), também conhecida como Courela da Pedreira
- Bragadas
- Quintais
- Caniços

## Cronologia
- 1461 - O Rei D. Afonso V, faz doação a D. Gonçalo Vaz de Castelo Branco, das marinhas de sal da Póvoa até à Verdelha.
- 1476 - D. Gonçalo distingue-se na batalha de Toro, em que comandava 180 homens a cavalo, todos por ele armados e equipados. Em recompensa foi nomeado donatário de Vila Nova de Portimão.
- 1521 - D. Martinho Vaz de Castelo Branco, 1 ° Conde de Vila Nova de Portimão, comanda a frota nupcial que conduziu Dª. Beatriz, Princesa de Portugal, a Sabóia.
- 1578 - Morrem na Batalha de Alcácer Quibir, D. Martinho de Castelo Branco Valente, 9° Senhor da Póvoa e o seu irmão, D. Diogo de Castelo Branco, combatendo valorosamente junto do Rei D. Sebastião.
- 1647 - Detidos na Póvoa de Santa Iria, Domingos Leite Pereira e Roque da Cunha, que a soldo do rei de Espanha, pretendiam assassinar o rei D. João IV de Portugal.
- 1807 - D. Pedro de Lencastre, 16° Senhor do Morgado da Póvoa, foi nomeado Presidente e membro da Regência do Reino, durante a ausência do Rei D. João VI de Portugal.
- 1859 - Primeira fábrica de adubos químicos instalada na Póvoa.
- 1912 - Alberto Sanches de Castro, realiza no Mouchão da Póvoa, o primeiro voo em aeroplano com motor, realizado em Portugal.
- 1916 - Criada a freguesia de Póvoa de Santa Iria.
- 1934 - A "Solvay" funda na Póvoa de Santa Iria a "Soda Póvoa", criando mais de 1.200 postos de trabalho.
- 1956 - Dedicação da Igreja de Nossa Senhora de Fátima.
- 1976 - Primeiras eleições autárquicas livres e democráticas. Eleitos: Vítor Hugo Bernardino; Amândio Gonçalves Amaro; Joaquim António Baião; Manuel Fiúza Costa; Casimiro Rei; António da Silva Godinho; António Diamantino Nabais; Alfredo Lopes Duarte e Guilherme Pereira Gomes.
- 1985 - A povoação é elevada à categoria de Vila.
- 1986 - Início das festas anuais comemorativas de elevação a Vila, sendo presidente da Junta de Freguesia, Rui Rafael Mateus Araújo.
- 1998 - Aprovação e publicação oficial do Brasão da Póvoa de Santa Iria.
- 1999 - Elevação da Vila a Cidade.
- 2013 - Após a Reorganização Administrativa do Território das Freguesias, a Póvoa de Santa Iria passa a partilhar a Junta de Freguesia com a vila vizinha do Forte da Casa.

## Património religioso
- Igreja de Nossa Senhora do Rosário de Fátima (Igreja Matriz)
- Igreja de Nossa Senhora da Piedade
- Igreja de Nossa Senhora da Paz
- Igreja de Santo António (Bragadas)
- Oratório de São Jerónimo
- Santuário do Senhor Morto (Quinta Municipal da Piedade)

## Equipamentos
- Junta de Freguesia
- Correios
- Quartel dos Bombeiros
- Piscinas Municipais
- Centro de Saúde
- Estação de comboios
- Forno crematório
- Esquadra da PSP

## Principais festividades
- Comemorações do Carnaval - Fevereiro ou Março - Grémio Dramático Povoense
- Aniversário da Tertúlia Passe Por Alto - Associação Cultural
- Comemoração do 25 de Abril - 25 de Abril
- Festas em honra de Nossa Senhora do Rosário de Fátima - Fim-de-semana mais próximo do 13 de Maio
- Festas em honra de Santo António, no bairro das Bragadas - Junho
- Festas em honra de Santo António - Grémio Dramático Povoense - Junho
- Arraial da Quintinha - Festa de referência na Quinta Municipal da Piedade - São Pedro - Agrupamento 773 Corpo Nacional de Escutas - Junho
- Festejos dos Santos Populares - São Pedro e São João - Tertúlia Passe Por Alto - Associação Cultural. Junho
- Festas das Bragadas - Agosto
- Festas em honra de Nossa Senhora da Piedade  (Festa anual) - 1º Fim-de-semana de Setembro
- Dia da cidade - 1 de Novembro